# Pannaikadu
Pannaikadu är en ort i Indien.   Den ligger i distriktet Dindigul och delstaten Tamil Nadu, i den södra delen av landet, 2 000 km söder om huvudstaden New Delhi. Pannaikadu ligger 1 343 meter över havet och antalet invånare är 9 396.
Terrängen runt Pannaikadu är kuperad åt nordväst, men åt sydost är den bergig. Runt Pannaikadu är det ganska tätbefolkat, med 129 invånare per kvadratkilometer. Närmaste större samhälle är Kodaikānāl, 15,8 km väster om Pannaikadu. I omgivningarna runt Pannaikadu växer i huvudsak städsegrön lövskog.